# Circonscription de Quiha
La circonscription de Quiha est une des 38 circonscriptions législatives de l'État fédéré du Tigré, elle se situe dans la Zone sud-est. Sa représentante actuelle est Aster Amare Gebru.